# Amazonia : La Jungle blanche
Pour les articles homonymes, voir Amazonia.
Série Trilogie cannibale
Cannibal Holocaust
(1980)
Pour plus de détails, voir Fiche technique et Distribution.
Amazonia : La Jungle blanche (titre original : Inferno in diretta) est un film italien de Ruggero Deodato sorti en 1985.

## Synopsis
Un groupe de trafiquants de drogue est sauvagement massacré dans la jungle amazonienne. Pensant tenir un scoop, la journaliste Fran Hudson et son caméraman décident d'enquêter sur place. Ils découvrent des images enregistrées faisant croire que Tommy, le fils du directeur de la chaîne de télévision, porté disparu, se trouverait sur les lieux...

## Fiche technique
- Titre original italien : Inferno in diretta
- Titre français : Amazonia : La Jungle blanche
- Réalisation : Ruggero Deodato
- Scénario et histoire : Cesare Frugoni, Dardano Sacchetti et Luciano Vincenzoni (non crédité)
- Directeur de la photographie : Alberto Spagnoli
- Montage : Mario Morra
- Musique : Claudio Simonetti
- Costumes : Francesca Panicali
- Production : Alessandro Fracassi
- Genre : Film d'aventures, Film d'horreur
- Pays :  Italie
- Durée : 90 minutes
- Date de sortie :
  - Italie : 8 août 1985
  - France : 21 août 1985
- Film interdit aux moins de 12 ans

## Distribution
- Lisa Blount : Fran Hudson
- Leonard Mann : Mark Ludman
- Willie Aames : Tommy Allo
- Richard Lynch : le colonel Brian Horne
- Richard Bright : Bob Allo
- Michael Berryman : Quecho
- Eriq Lasalle : Fargas
- Gabriele Tinti : Manuel
- Valentina Forte : Ana
- John Steiner : Vlado
- Karen Black : Karin
- Barbara Magnolfi : Rita
- Luca Barbareschi : Bud, le pilote de l'hélicoptère
- Penny Brown : Tony Martins